# Rhipidia (Rhipidia) luquilloensis
Rhipidia (Rhipidia) luquilloensis is een tweevleugelige uit de familie steltmuggen (Limoniidae). De soort komt voor in het Neotropisch gebied.